# Suski Młynek
Suski Młynek dawniej też Stary Młynek – wieś w Polsce, położona w województwie mazowieckim, w powiecie białobrzeskim, w gminie Białobrzegi. 
Miejscowość wchodzi w skład sołectwa Sucha.
Przez miejscowość przepływa rzeczka Pierzchnianka, prawobrzeżny dopływ Pilicy.